# Vanetina
Vanetina – wieś w Słowenii, w gminie Cerkvenjak. W 2018 roku liczyła 81 mieszkańców.